# Rubus indicus
Rubus indicus är en rosväxtart som beskrevs av Carl Peter Thunberg. Rubus indicus ingår i släktet rubusar, och familjen rosväxter. Inga underarter finns listade i Catalogue of Life.